# Manaro
De Manaro (ook wel naar het eiland zelf Aoba gemaand) is een vulkaan op het eiland Ambae in Vanuatu, die 1496 m hoog is.  Het is een schildvulkaan die bestaat uit een grote klomp basalt met op de top twee of drie kratermeren.

## Geologie
Het eiland Ambae is eigenlijk een grote schildvulkaan die uit zee oprijst en bestaat uit 2500 kubieke kilometer basalt en daardoor de meest volumineuze vulkaan is van Vanuatu. De top van de vulkaan is een brede pyroclastische kegel waarin drie kratermeren liggen. Het grootste meer (Vui) heeft een middellijn van 2,1 km, dan is er Manaro Lakua dat 1,3 km breed is en het derde meer  (Manaro Ngoru) is maar 300 m breed en vult zich alleen tijdens tropische stormen met water en is daarom meestal vanuit de ruimte niet als kratermeer zichtbaar. Deze kraters ontstonden rond 1670; een kleine vulkaankegel in het kratermeer Vui is rond 1870 ontstaan. Beter gedocumenteerde uitbarstingen waren er in maart 1995 en november 2005.

### Uitbarsting van 2005
Op 27 november barstte de vulkaan weer uit en volgden er drie dagen lang asregens die huizen en gewassen bedekten. De aswolk was tot 4,5 km hoog. De overheid verklaarde delen van het eiland tot rampgebied en op 6 december werden 5000 inwoners uit 15 nederzettingen overgebracht naar veiliger gebieden. Men vreesde dat het grootste kratermeer, waarin een nieuwe askegel oprees, overstromingen zou veroorzaken. Er waren echter geen aanwijzingen dat er veel magma zich een weg naar boven zocht. Op 4 januari 2006 keerden 3000 mensen terug naar hun dorpen en op 16 februari waren alle inwoners weer terug in hun nederzettingen en werd de alarmfase op het laagste niveau (1 uit een schaal van 4) gezet. Op 28 mei rapporteerden onderzoekers na verkenningen vanuit de lucht dat het grootste kratermeer verkleurd was van blauw naar rood. De omgeving van het meer is niet meer vrij toegankelijk.

### 2011-2013
In december 2011 was er weer enige vulkanische activiteit en op 3 en 26 februari werd een aanzienlijke uitstoot van zwaveldioxide gemeten. Op het eiland bleef alarmfase 1 van kracht. Ook in februari 2013 werden hoge concentraties zwaveldioxide gemeten door een nieuwe uitbarsting in december 2012. Op 26 juli 2013 was er een aardbeving met een kracht van 6,1.